# Lozjanskyj
Lozjanskyj, ukrajinsky Лозянський, je obec v Mižhirské vesnické komunitě, v okresu Chust, v Zakarpatské oblasti Ukrajiny. Částí obce Lozjanskyj jsou Sopky. V roce 2025 žilo v Lozjanském 1592 obyvatel, v celé obci 1887 obyvatel.